# Jakob Henrick Düben
Henrik Jakob von Düben – szwedzki dyplomata żyjący w XVIII wieku.
Był związany z prorosyjską „partią czapek” (Mösspartiet). We wrześniu 1767 roku przysłany do Warszawy jako nowy poseł szwedzki przy dworze polskim. Odwołany w listopadzie 1769 roku po zwycięstwie wyborczym profrancuskiej „partii kapeluszy” (Hattpartiet).
Jego krewnym był również związany z „partią czapek” polityk Joachim von Düben.